# Route nationale 499
Die N499 war von 1933 bis 1973 eine französische Nationalstraße, die zwischen Parentignat und La Chaise-Dieu verlief. Ihre Länge betrug 52 Kilometer. Von 1981 bis 2006 erfolgte die Verwendung der Nummer N499 für eine Verbindung zwischen der A4 und A199 (heute D199) in Lognes.

## N499a
Die N499A war von 1933 bis 1973 ein Seitenast der N499, der von dieser bei Saint-Germain-l'Herm abzweigte und nach Arlanc führte. Ihre Länge betrug 23 Kilometer. Von 1973 bis 2006 trug die Nachfolgestraße die Nummer D999A.